# Haus Kaiserstraße 27 (Heilbronn)

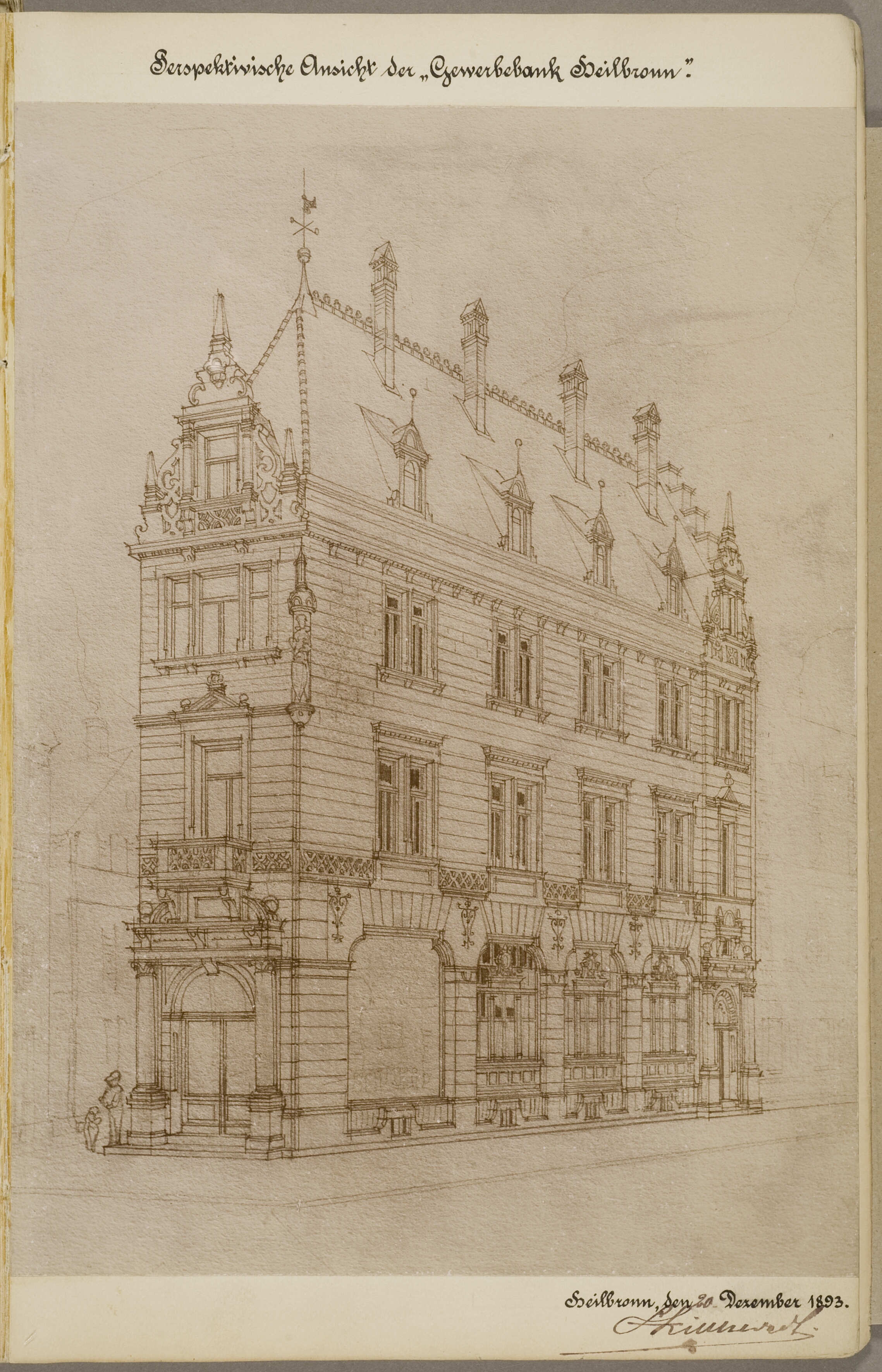
Kaiserstraße 27. Bauherr: Heilbronner Gewerbebank

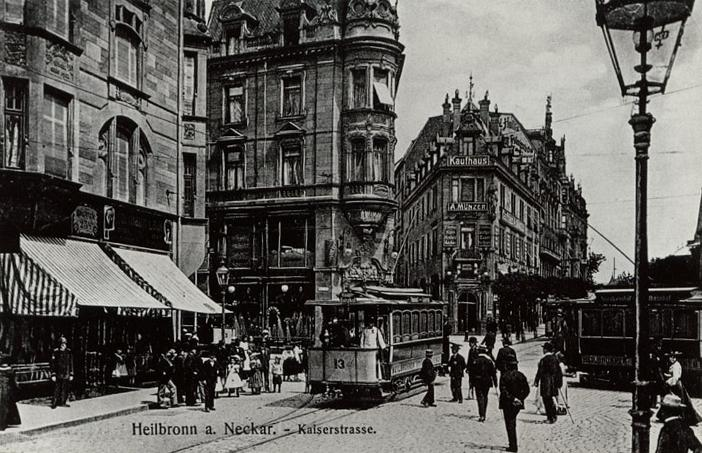
Das Haus war auch als Hufeisenhaus wegen seines V-förmigen Grundrisses bekannt.

Das frühere Haus Kaiserstraße 27  in Heilbronn wurde 1893 von der Heilbronner Gewerbebank nach Plänen von Christian Zillhardt errichtet. Das wegen seines in Heilbronn einmaligen V-förmigen Grundrisses auch als Hufeisenhaus bekannte Gebäude kam 1902 in Privatbesitz des jüdischen Kaufmanns und Kunsthändlers Seligmann Abraham, der dort eine bekannte Gemäldegalerie einrichtete. Alle Gebäude an der Kaiserstraße wurden wie die restliche Heilbronner Innenstadt beim Luftangriff vom 4. Dezember 1944 zerstört.

## Geschichte
Seligmann Abraham (* 28. März 1862 in Massenbach), der sich selbst Sigmund Aram nannte, bewohnte mit seiner Familie drei Stockwerke in dem sogenannten Hufeisenhaus. In seiner privaten Gemäldegalerie befanden sich zeitgenössische Bilder württembergischer und badischer Maler. Im Empfangszimmer hingen Gemälde von Ernst Otto Reiniger, Hermann Pleuer und Gustav Schönleber. Stillleben des Unterländer Malers Strich-Chapell waren im Esszimmer zu sehen. Die Gemäldesammlung wurde durch Bilder aus Paris bereichert, darunter eine Pariser Straßenansicht von Maurice Utrillo und ein Gemälde von Eugène Boudin. Zur Sammlung zählten auch einige Gemälde von Adolph Amberg, der im Atelier Bruckmann arbeitete. Im Wohnzimmer hing ein Gemälde einer Schwarzwaldlandschaft von Hans Thoma. Sigmund Aram hatte auch abstrakte Werke von Willi Baumeister und Oskar Schlemmer erworben, dessen Gemälde in der Bibliothek hingen. Der Sohn Siegfried Aram (* 28. Mai 1891 in Heilbronn) war in die USA ausgewandert, wo er in Detroit und New York meist in Kunstkreisen, im Kunsthandel und der Kunstgeschichte tätig war.
Wegen seines städtebaulich markanten Standortes ist das Haus oft auf alten Postkarten und Fotografien zu sehen.
1950 wurde an gleicher Stelle das Geschäfts- und Wohnhaus der Firma E. W. Kachel nach Plänen der Architekten Richard Scheffler und Herbert Alber eröffnet. Das viergeschossige Gebäude mit zwei Untergeschossen und einem ausgebauten Dachgeschoss wurde als Stahlbetonbau in Gestalt einer stützenfreien, frei gespannten Konstruktion mit Stahlbindern errichtet. Der Fassade wurde „ein überzeitliches, bürgerlich solides Gesicht gegeben“, das dem damaligen Zeitgeist entsprach.
Bis 2008 befand sich in dem Nachkriegsgebäude ein Haushaltswaren-Fachgeschäft. Danach wurde das Gebäude umgebaut. Heute befindet sich in dem Haus das Schnellrestaurant Vapiano.

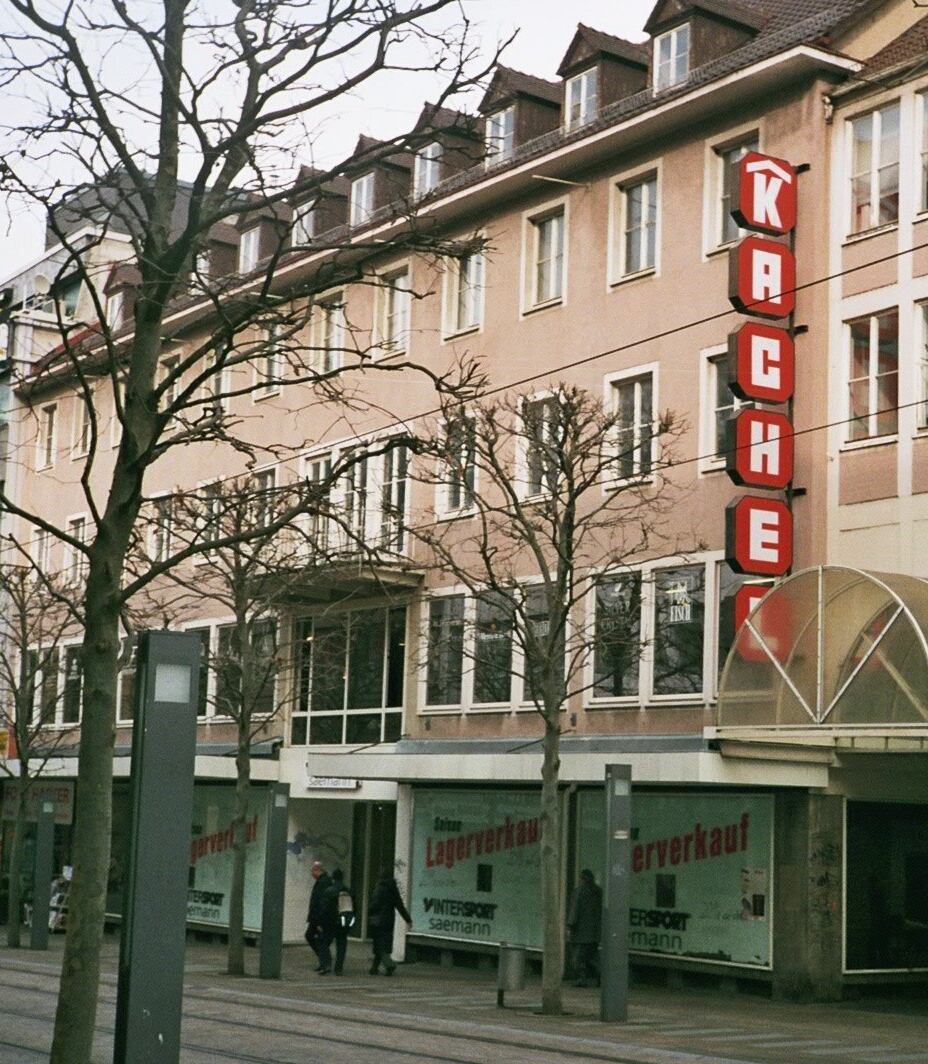
Heilbronn, Kaiserstraße 27, Zustand bis 2008: Haus Kachel
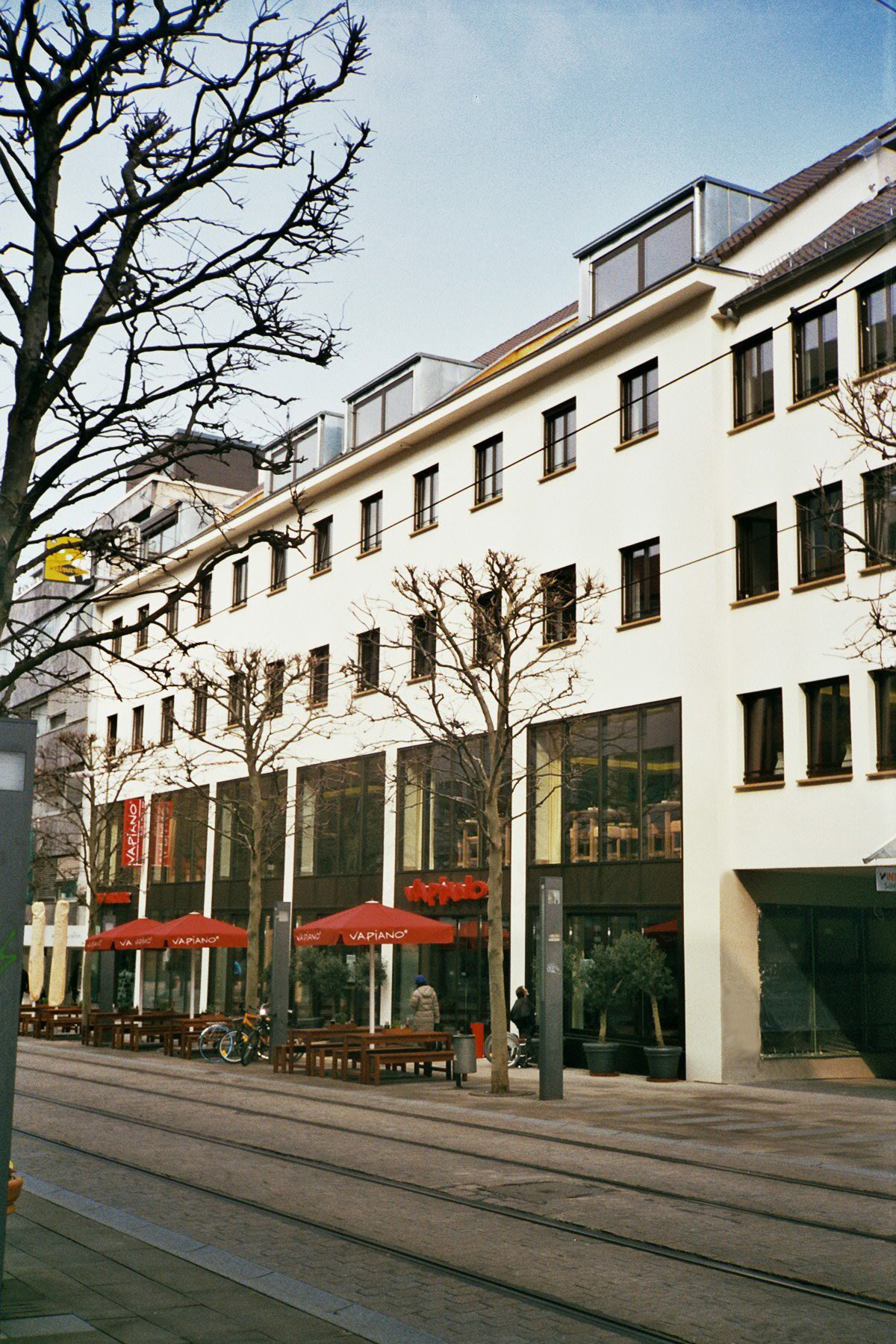
Heilbronn, Kaiserstraße 27, Zustand heute: Vapiano